# Бетані (Нью-Йорк)
Бетані (англ. Bethany) — місто (англ. town) в США, в окрузі Дженесі штату Нью-Йорк. Населення — 1780 осіб (2020).

## Демографія
Згідно з переписом 2010 року, у місті мешкало 1765 осіб у 674 домогосподарствах у складі 488 родин. Було 710 помешкань
Расовий склад населення:
| - 96,1 % — білих - 0,7 % — азіатів - 0,6 % — чорних або афроамериканців - 0,1 % — корінних американців - 1,1 % — осіб інших рас |

До двох чи більше рас належало 1,4 %. Частка іспаномовних становила 2,9 % від усіх жителів.
За віковим діапазоном населення розподілялося таким чином: 22,9 % — особи молодші 18 років, 63,8 % — особи у віці 18—64 років, 13,3 % — особи у віці 65 років та старші. Медіана віку мешканця становила 41,9 року. На 100 осіб жіночої статі у місті припадало 103,6 чоловіків;  на 100 жінок у віці від 18 років та старших — 107,5 чоловіків також старших 18 років.
Середній дохід на одне домашнє господарство  становив 67 409 доларів США (медіана — 58 571), а середній дохід на одну сім'ю — 77 397 доларів (медіана — 67 500). Медіана доходів становила 45 435 доларів для чоловіків та 34 952 долари для жінок. За межею бідності перебувало 3,5 % осіб, у тому числі 1,1 % дітей у віці до 18 років та 2,8 % осіб у віці 65 років та старших.
Цивільне працевлаштоване населення становило 843 особи. Основні галузі зайнятості: освіта, охорона здоров'я та соціальна допомога — 19,6 %, виробництво — 18,6 %, сільське господарство, лісництво, риболовля — 12,1 %, роздрібна торгівля — 9,1 %.